# Eupithecia degenerata
Eupithecia degenerata là một loài bướm đêm trong họ Geometridae.